# 野呂元良
野呂 元良（のろ もとよし）は、日本の外交官。

## 経歴・人物
三重県三重郡朝日町出身。1971年（昭和46年）慶應義塾大学を卒業し、外務省に入省した。外務省国際社会協力部人道支援室長、外務省国際協力局人道支援室長、2007年（平成19年）3月、コルカタ総領事を経て、2008年（平成20年）6月17日から2010年（平成22年）10月までマラウイ駐箚特命全権大使。 2021年2月5日死去。叙従四位、瑞宝中綬章追贈。

## 同期
- 海老原紳（08年駐イギリス大使）
- 橋本逸男（09年東北大学公共政策大学院教授・04年駐ブルネイ大使・02年駐ラオス大使）
- 赤阪清隆（07年国際連合事務次長）
- 須田明夫（09年軍縮会議日本政府代表部大使・06年国際テロ対策担当大使・03年駐スリランカ大使）
- 桂誠（07年駐比大使・04年駐ラオス大使）
- 楠本祐一（11年関西担当大使・09年駐ポーランド大使・04年駐ウズベキスタン大使）
- 島内憲（06年駐ブラジル大使・04年駐スペイン大使）
- 小島高明（10年国際テロ対策担当担当大使・07年駐オーストラリア大使・04年駐シンガポール大使）
- 横田淳（12年経済担当大使兼イラク復興支援等調整担当大使・09年駐ベルギー大使・06年国際貿易・経済担当大使・04年駐イスラエル大使）
- 三田村秀人（10年駐ニュージーランド大使・07年駐ザンビア大使）
- 清水訓夫（09年防衛大学校教授・05年駐アルジェリア大使）
- 皆川一夫（11年駐ウガンダ大使）
- 佐藤正晴（12年駐ニカラグア大使）